# Парк Горького (Москва)
Центра́льный парк культу́ры и о́тдыха и́мени Макси́ма Го́рького (сокращённо ЦПКиО или парк Горького, международное название — англ. Gorky Park) — московский парк культуры и отдыха, столичная рекреационная зона, одна из самых больших и популярных в городе.
Партерная часть парка появилась в 1923 году после организации на месте свалки Орловского луга Всероссийской сельскохозяйственной выставки (ВСХВ), планировку которой от входа до Нескучного сада выполнил архитектор-авангардист Константин Мельников. ПКиО был открыт 12 августа 1928 года, в 1932 году парку присвоили имя писателя Максима Горького. В разное время проектировкой парка занимались Эль Лисицкий и Александр Власов. Арка главного входа возведена в 1955 году по проекту архитектора Георгия Щуко.
В 2011 году началась комплексная реставрация общественного пространства, продолжающаяся до сих пор. В его состав входят Нескучный сад, Воробьёвы горы и Музеон. Общая площадь территории парка составляет 219,7 га.

## Предыстория

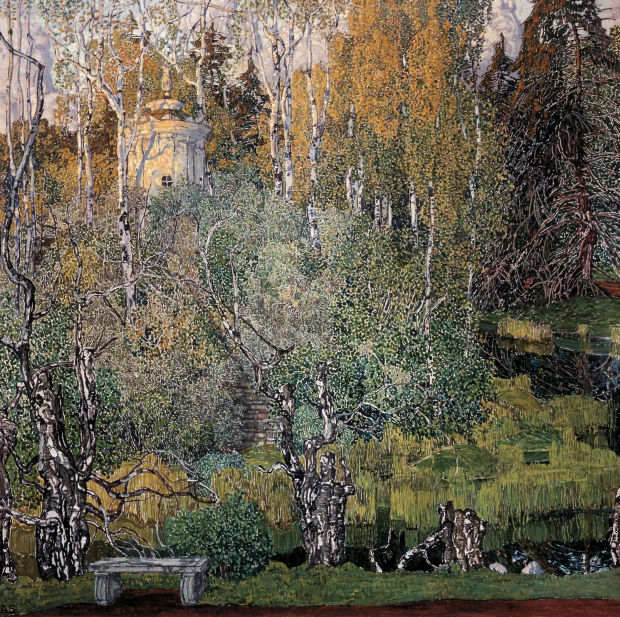
Нескучный сад в 1910-х годах. Картина Александра Головина

### Нескучный сад
Часть ЦПКиО занимает Нескучный сад, образованный в первой трети XIX века: в 1826 году император Николай I выкупил бывшее имение князей Трубецких и дал ему название Нескучного сада. После это название перешло на приобретённые дворцовым ведомством соседние владения князей Орловых и Голицыных. На месте трёх усадеб организовали единый парковый комплекс. После революции 1917 года парк был национализирован и открыт для посетителей.

### ВСХВ

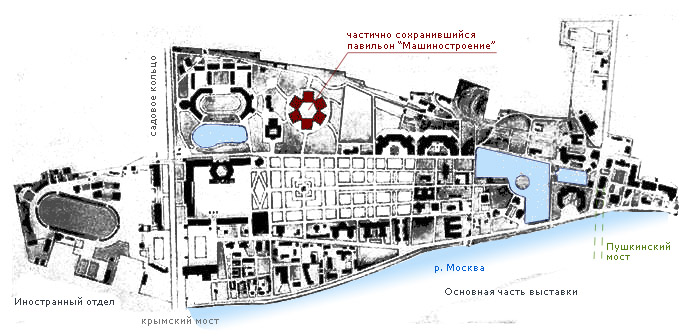
Генеральный план выставки, 1923 год

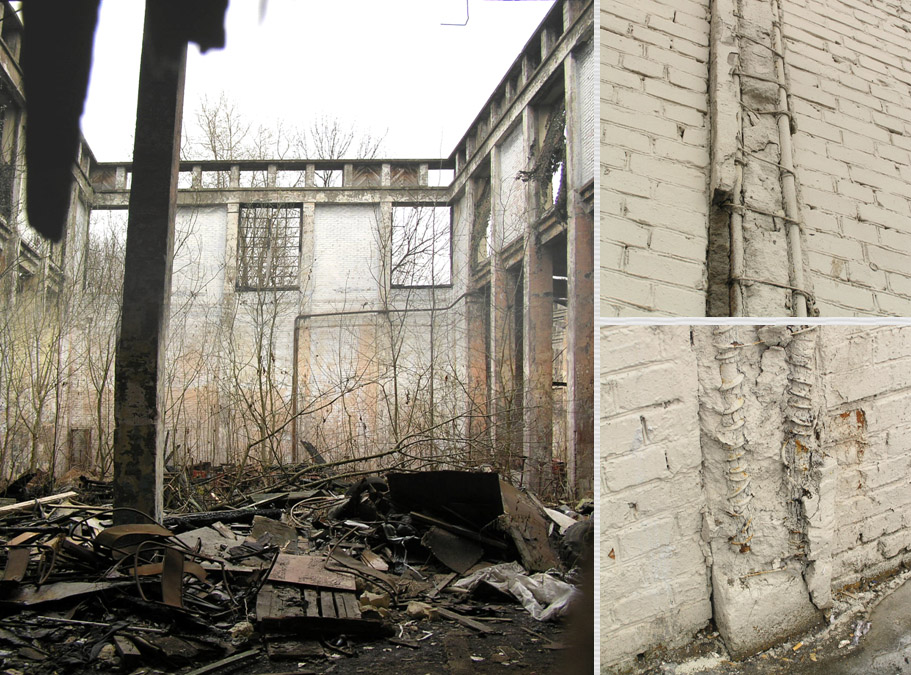
Состояние единственного сохранившегося павильона «Машиностроение» на 2007 год

В 1922 году территория вдоль Москвы-реки была отведена под Первую Всероссийскую сельскохозяйственную выставку 1923 года. Выставку принято рассматривать как часть истории парка, потому что её планировка и культурная программа подготовили организацию парковой зоны именно на этом месте.
[С] одной стороны, выставка своей культурно-просветительской функцией предвосхитила и определила направление развития Центрального парка культуры и отдыха им. Горького: на ВСХВ посетители могли познакомиться с жизнью всей страны, со всеми её достижениями. С другой стороны, архитектура и планировка выставки ещё долго определяли структуру парка культуры, которая была создана в традициях всемирных выставок.Историк Катарина Кухер
Участок на Крымском Валу был выбран неслучайно. Эта территория расположена на живописном берегу Москвы-реки и близко к центру города. Речная линия определила основную ось плана выставки и расположение павильонов, примыкающие к выставке Нескучный сад и Воробьёвы горы создавали зелёные зоны и естественным образом определяли границы участка.
На всероссийский конкурс по созданию плана выставки было представлено 27 проектов, лучшим из которых признали вариант архитектора Ивана Жолтовского. Единственный сохранившийся от ВСХВ архитектурный объект — павильон «Машиностроение» (или «Шестигранник») — в настоящий момент находится на реконструкции, после которой станет выставочной площадкой «Гаража».

## История

### Создание и начало работы

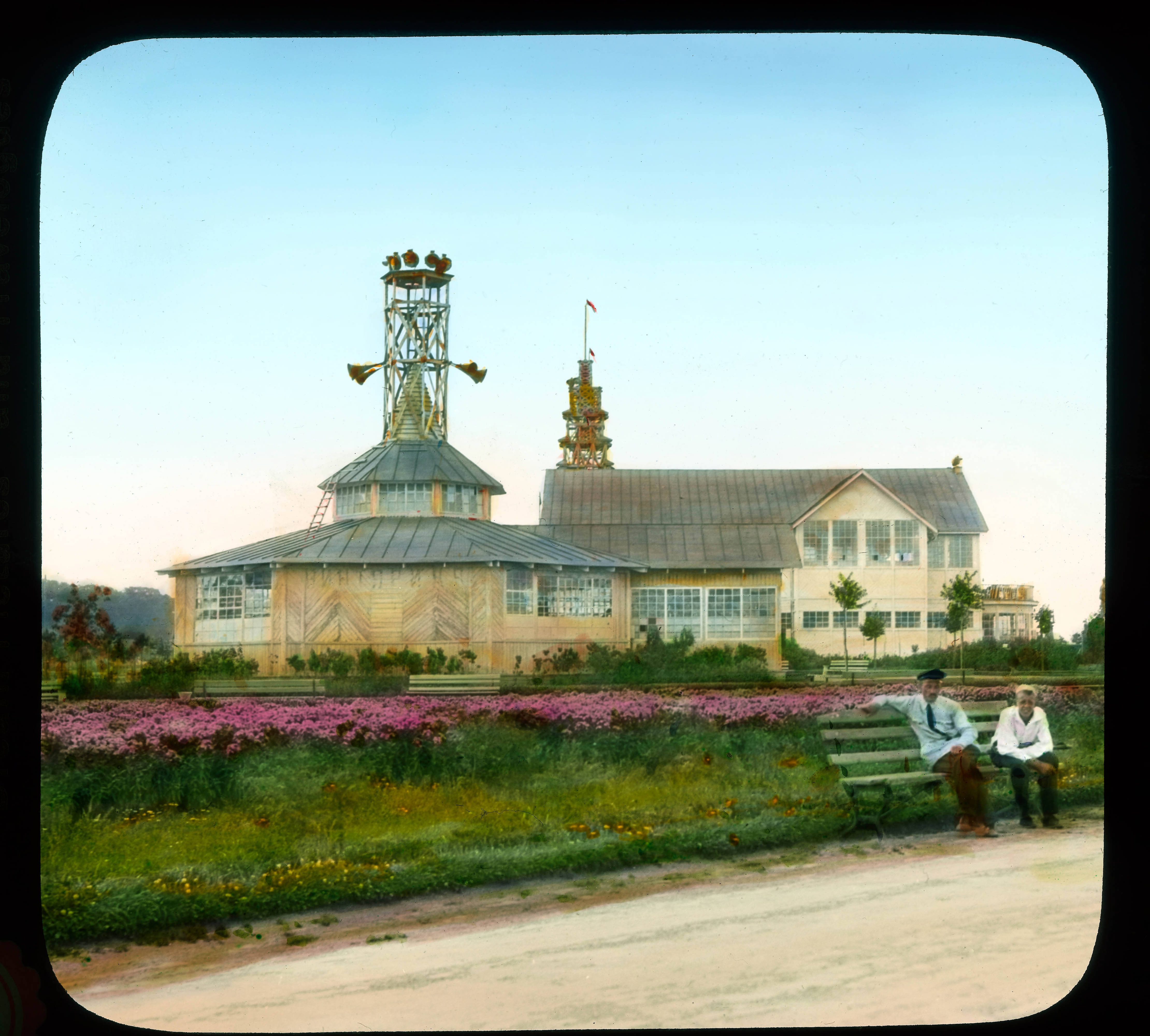
ПКиО в 1931 году, фото, колоризованное вручную

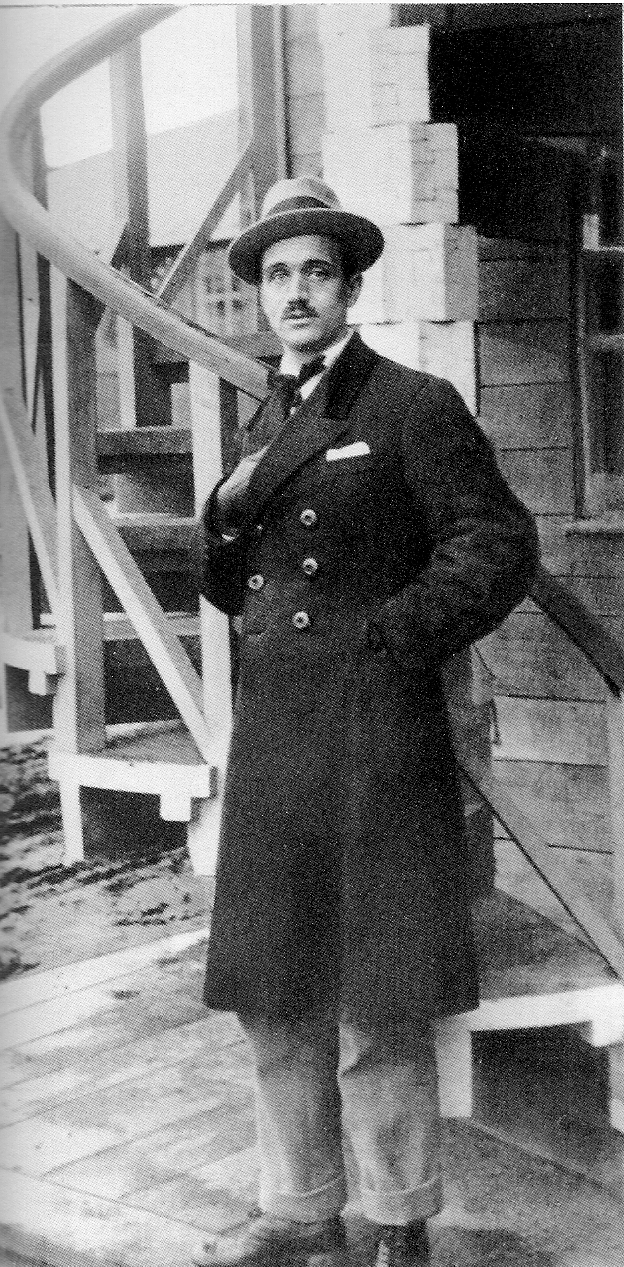
Архитектор Константин Мельников у павильона «Махорка», 1923 год

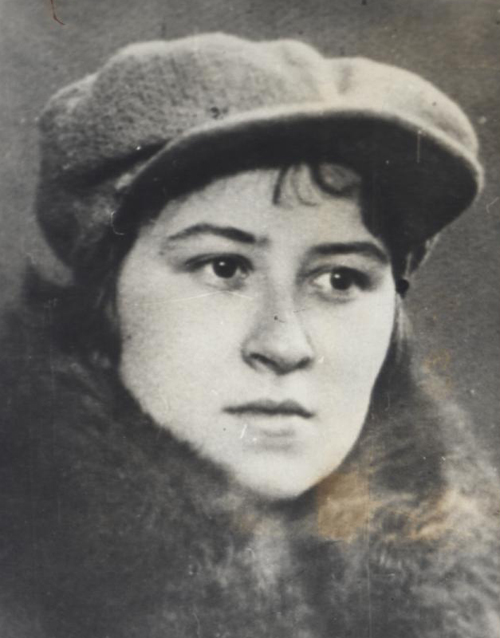
Первая директриса парка Бетти Глан

16 марта 1928 года Президиум Моссовета принял постановление об организации на территории бывшей Всероссийской сельскохозяйственной и кустарно-промышленной выставки парка культуры и отдыха:

Признать необходимым устройство в Москве парка культуры и отдыха на территории бывшей сельскохозяйственной выставки, Нескучного сада и Воробьёвых гор и приступить к началу работ по устройству этого парка в текущем году.
На устройство парковой зоны Моссовет выделял 200 тысяч рублей, и Госбанк — ещё 500 тысяч. Это должен был быть первый советский парк культуры и отдыха, где планировалось вести широкую политико-воспитательную и культурно-просветительскую работу среди трудящихся, ПКиО стал бы местом «массовой пропаганды советской культуры и пролетарского искусства».

Для выполнения партийной директивы о культурной революции требуется в первую очередь улучшить условия жизни рабочих и на рабочем месте, и дома. Помимо этого необходимо обеспечить рабочему классу разумный отдых и культурные развлечения. Парк культуры и отдыха должен быть создан таким образом, чтобы он и по внешнему виду, и по внутреннему содержанию привлекал внимание самых широких слоёв трудящихся. В нём нужно создать такую уютную и непринуждённую обстановку, чтобы каждый посетитель, побывав в этом парке, действительно хорошо отдохнул и получил удовольствие. <…> Главной задачей этого нового учреждения является самая решительная и самая беспощадная борьба с хулиганством, темнотой, невежеством и другими антикультурными явлениями.
Руководителем отдела планирования ПКиО назначили архитектора Константина Мельникова, до этого принимавшего участие в проектировании ВСХВ. Новая планировка сменила более ранний проект Жолтовского. В мае 1928 года был создан и утверждён художественный совет парка. Среди членов совета были также Анатолий Луначарский и Всеволод Мейерхольд. 1 июня того же года по инициативе Луначарского организовали «Общество друзей парка культуры и отдыха», задачей которого было привлечь как можно больше людей к работе над новым общественным пространством.
В июле Моссовету доложили о состоянии строительства. На тот момент задачей проектировщиков было остановить разрушение заброшенной территории, приступить к реконструкции имеющихся павильонов и разработать генеральный план будущего парка. Изначально Моссовет постановил создать план в течение двух месяцев, но срок оказался невыполнимым. Тогда рабочая комиссия решила провести два отдельных конкурса: составление культурной программы парка до 1 сентября 1928 года и архитектурно-художественный конкурс со сроком сдачи весной 1929-го.
Незавершённый парк впервые открылся для посетителей 12 августа 1928 года. За день до этого в газете «Рабочая Москва» было напечатано:

Зав. парком тов. Лебедев сообщил нашему сотруднику, что парк открывается в воскресенье 12 августа в 12 часов дня. Вход в первый день будет бесплатный, а затем устанавливается плата в 10 копеек. Кроме того, выпускаются сезонные билеты за полтинник со дня сезона.
В первый день парк посетили более 100 тысяч человек. По имеющимся данным, на тот момент в нём были организованы Ленинская площадь и Детский городок, работали ясли, несколько театров, аттракцион «Спиральный спуск». В Нескучном саду находились Военный городок и Симфоническая эстрада, а в парке усадьбы Голицыных для посетителей были открыты аллея гамаков и кафе. В ПКиО устроили аллеи и дорожки для прогулок, площади, газоны и клумбы. Посетителям были доступны физкультурные и танцевальные площадки, кино, «читальня», аттракционы и другие развлечения.
Первый год парк работал чуть более месяца — до 23 сентября. Согласно сохранившейся статистике, в этот период его посетило порядка 1,5 млн человек — по 10—12 тысяч ежедневно, всего около 700 тысяч пришли в кинотеатр, театр и на различные концерты.
Летом 1929 года отдел планирования ПКиО возглавил другой советский архитектор — Эль Лисицкий. По мнению историка Катарины Кухер, его назначение свидетельствует о желании руководства задействовать авангардистские идеи 1920-х годов при разработке генерального плана нового парка. Лисицкий интересовался способами организации отдыха для советских рабочих и стремился превратить парк в «фабрику здоровья». С 1929 по 1937 год директором парка была Бетти Глан. Время её руководства называют «золотой эпохой», когда ПКиО был «культурным комбинатом переделки сознания».

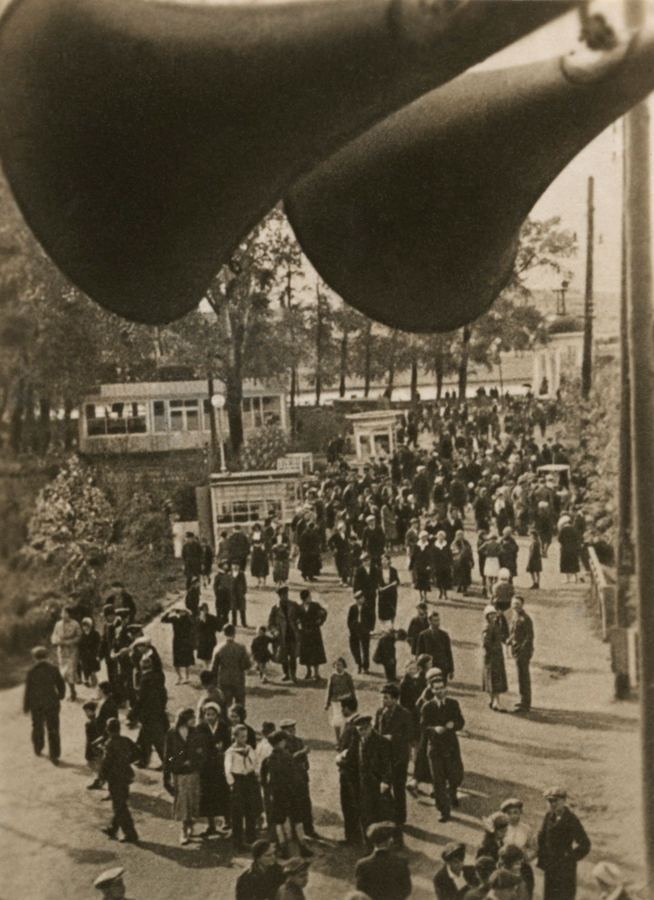
Аллея у набережной в ЦПКиО, 1939 год

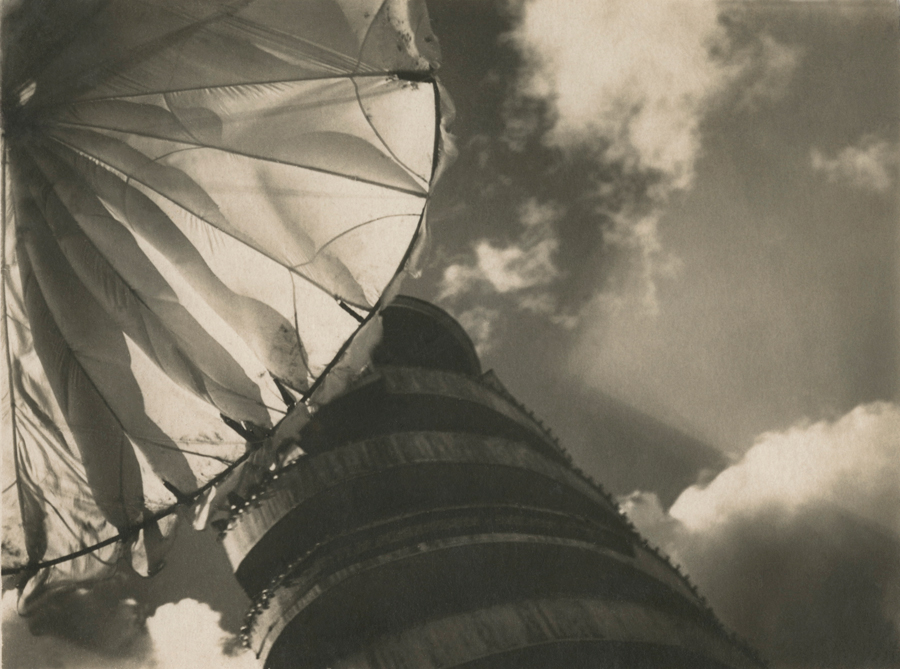
Парашютная вышка в ЦПКиО, 1939 год

14 сентября 1930 года Мособлисполком и Моссовет решили провести ещё один конкурс на генеральный план парка. В комитет конкурса вошли специалисты по планированию и озеленению, культурно-образовательной программе, а возглавила комитет директриса Бетти Глан. Одновременно в территорию будущего парка были включены Лужники и Фрунзенская набережная, после чего комитет установил окончательную площадь — 593,4 га. В конкурсе участвовали различные архитектурные бригады, мастерские и организации, такие как АСНОВА, АРУ, ВОПРА, Сектор архитекторов социалистического строительства (САСС) и другие. Свои проекты представили также отдельные специалисты: инженер И. Кланг, архитекторы Моисей Гинзбург и Константин Мельников. Комиссия завершила свою работу в 1931 году, так и не выбрав проекта-победителя.
В 1932 году, по случаю 40-летия общественной и литературной деятельности Максима Горького, парку было присвоено его имя. Предположительно, статус центрального парк получил в этом же году, это может быть связано с открытием в 1931-м Измайловского парка культуры и отдыха и парка «Сокольники», до этого парк Горького был единственным ПКиО в столице. Именование подтверждают архивные документы, например, в издании «Из опыта работы ЦПКиО» 1932 года представлены программы парка зимой 1931-го, где он ещё не имеет в названии статуса центрального. В книге Бетти Глан «Ударно работать — культурно отдыхать», выпущенной в 1933 году, есть название «Центральный парк культуры и отдыха имени Горького».
С 1932 по 1941 год работу над новым генеральным планом возглавлял архитектор Александр Власов. Один из его проектов — Зелёный театр — открылся в ЦПКиО в 1934-м. Театр располагался под открытым небом и был рассчитан на 20 тысяч зрителей. В нём были представлены музыкальные, оперные, театральные и цирковые постановки. В парке действовали также Летний драматический театр на 1100 мест, звуковой и обыкновенный кинотеатры.
Первый в Москве звуковой кинотеатр располагался в здании № 9/45 на Крымском Валу, которое сейчас занимает дирекция парка. Изначально на этом месте находилась судостроительная верфь Механического и судостроительного завода Бромлей. После закрытия завода судоверфь была перестроена Алексеем Щусевым в Кустарный павильон ВСХВ. В 1933 году бразильский архитектор Родриго Дакоста кардинально перестроил здание и изменил его функции, преобразовав в кинотеатр. В 1942-м в центральную часть здания попала авиабомба, в результате чего была разрушена кровля, кинозал, фойе, частично несущие конструкции.
В 1930-е годы в парке действовала развлекательная парашютная вышка. По данным американского журнала «Popular Science», на март 1935-го это была первая в мире подобная постройка.
В парке проводились большие массовые мероприятия и выставки. Например, 8 июля 1935 года в парке прошёл карнавал, посвящённый проекту Советской конституции. Торжественное мероприятие, собравшее больше 100 тысяч участников, стало ежегодным событием.
В 1936-м началась реконструкция территории по проекту Власова: все временные постройки снесли, в центре парка установили большой фонтан со смотровыми площадками. Пушкинская набережная была уложена в гранит и украшена двенадцатью вазами. За проектирование парка архитектор был удостоен гран-при на Международной выставке в Париже 1937 года. В 1930-х годах обустройство Центрального парка культуры и отдыха совпало с разработкой Генерального плана реконструкции Москвы и идеологической переориентацией на классические архитектурные каноны. Сталинский план 1935 года учитывал озеленение столицы: 54 % её площади должны были занимать зелёные насаждения, 80 % которых приходились на парки. Согласно плану, ЦПКиО представлял собой главную зелёную артерию столицы.
Во время Великой Отечественной войны парк продолжал принимать посетителей — 13-й сезон открылся ещё 18 мая 1941 года. Однако летние мероприятия и оформление были посвящены военным событиям. Так, в парке были организованы соревнования по метанию гранат и штыковому бою, проходило обучение противовоздушной обороне. Весной 1943-го на территории парка выставили образцы трофейной немецкой техники и снарядов, в том числе первый захваченный исправный танк «Тигр». В послевоенный период ЦПКиО восстанавливали после бомбёжек, реконструируя павильоны и скульптуры и высаживая клумбы. Отдельно был перестроен «Розарий с фонтаном», в котором во время обороны столицы располагалась зенитная батарея.
В 1947 году в честь празднования 800-летия столицы парк был награждён орденом Ленина за качественное «культурное обслуживание трудящихся». После войны ежегодно высаживалось более 2 тысяч деревьев и 25 тысяч кустарников. С 1950-х в ЦПКиО началась большая реконструкция, в ходе которой построили новые эстрады, сделали гранитные набережные у Голицынского пруда, выложили площади и аллеи (общая протяжённость аллей в 1958 году составляла 30 км). В 1956-м архитекторы Георгий Щуко и Анатолий Спасов возвели у входа в парк 18-метровую арку, опирающуюся на 24 колонны и боковые пилоны. Через год в парке появилась Народная обсерватория, оснащённая пятидюймовым рефрактором Карла Цейса, солнечными часами, глобусом, армиллярной сферой и другой аппаратурой. Обсерватория работала вплоть до 1990-х и была вновь открыта после реконструкции осенью 2012 года. В 1958-м в парке было запущено колесо обозрения высотой 52 метра, его демонтировали в 2008 году.
В 1990-х годах бо́льшую часть парка занял развлекательный комплекс «Чудо-град» с аттракционами, торговыми палатками и кафе. Вход в парк вновь стал платным. На тот момент многие архитектурные и скульптурные памятники парка Горького требовали реставрации. Рядом с «Чудо градом» находился конкурирующий комплекс «Луна парк», также с платным входом, общее количество аттракционов в них составляло 73 — от детских до экстремальных, чтобы покататься на каждом из них, нужно было заплатить сумму в эквиваленте около 400 долларов США. Журналист «Российской газеты», побывавшая в парке в 2009 году, так описывала свои впечатления: «в „Диснейленде“ посетителям уже у ворот пытаются создать праздничное настроение. Гремит музыка, танцуют актёры в костюмах мультяшных героев — всякие Микки-Маусы, утёнки Дональды и проч. У нас встречает только мрачная билетёрша», «большинство аттракционов „древние“, а цены — мало не покажется».
С 1993 по 2014 год в парке Горького находился 50-тонный макет космического корабля «Буран», использовавшийся некоторое время как аттракцион. Впоследствии его транспортировали на ВДНХ.

## Современная реконструкция
2011—2012 годы

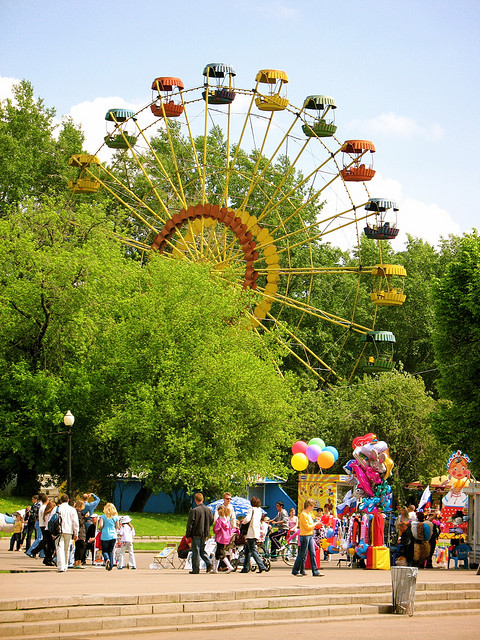
Парк Горького до реконструкции, 2008 год

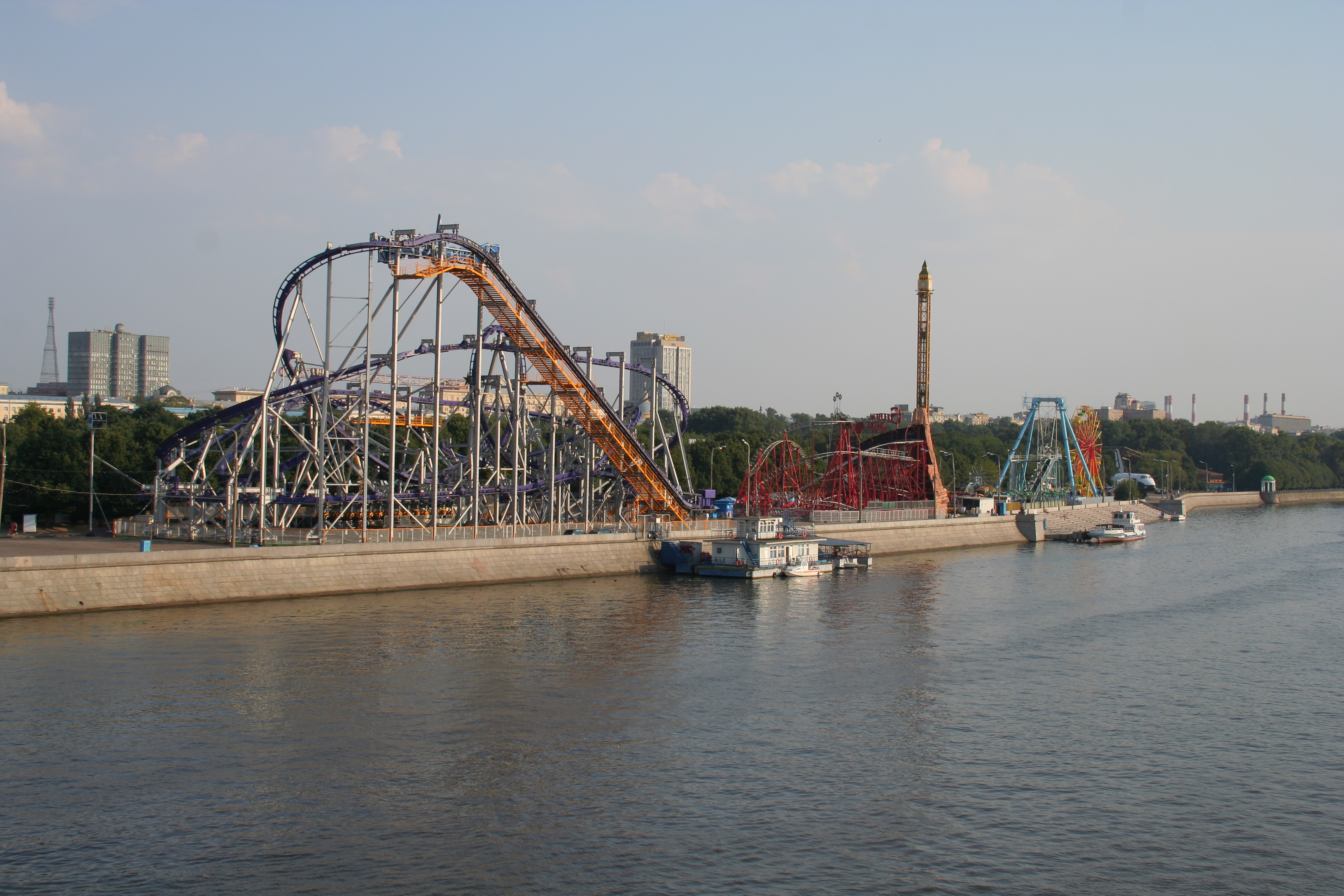
Парк Горького до реконструкции: аттракционы на Пушкинской набережной, 2010 год

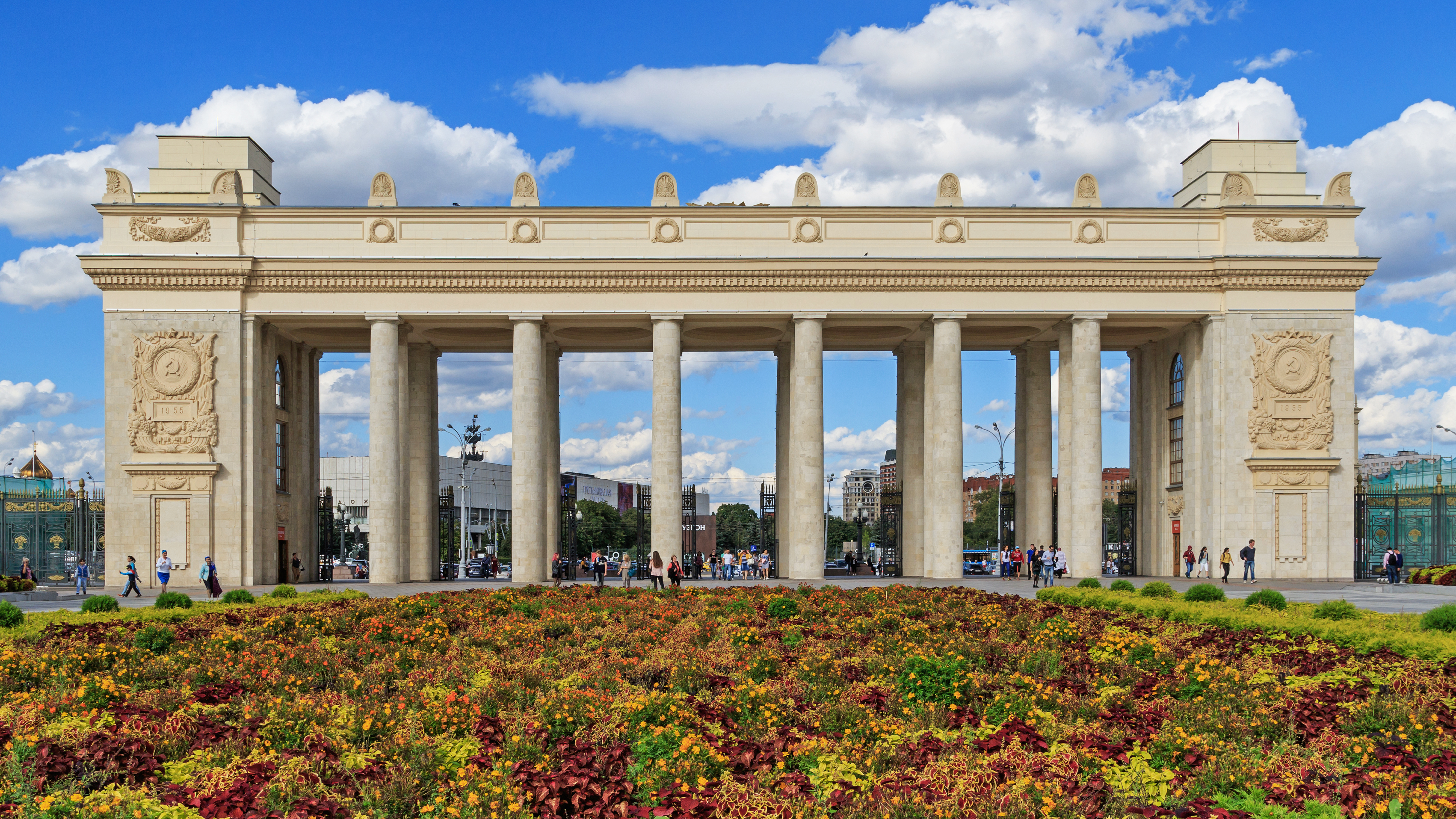
Вид на главный вход со стороны парка, 2016 год

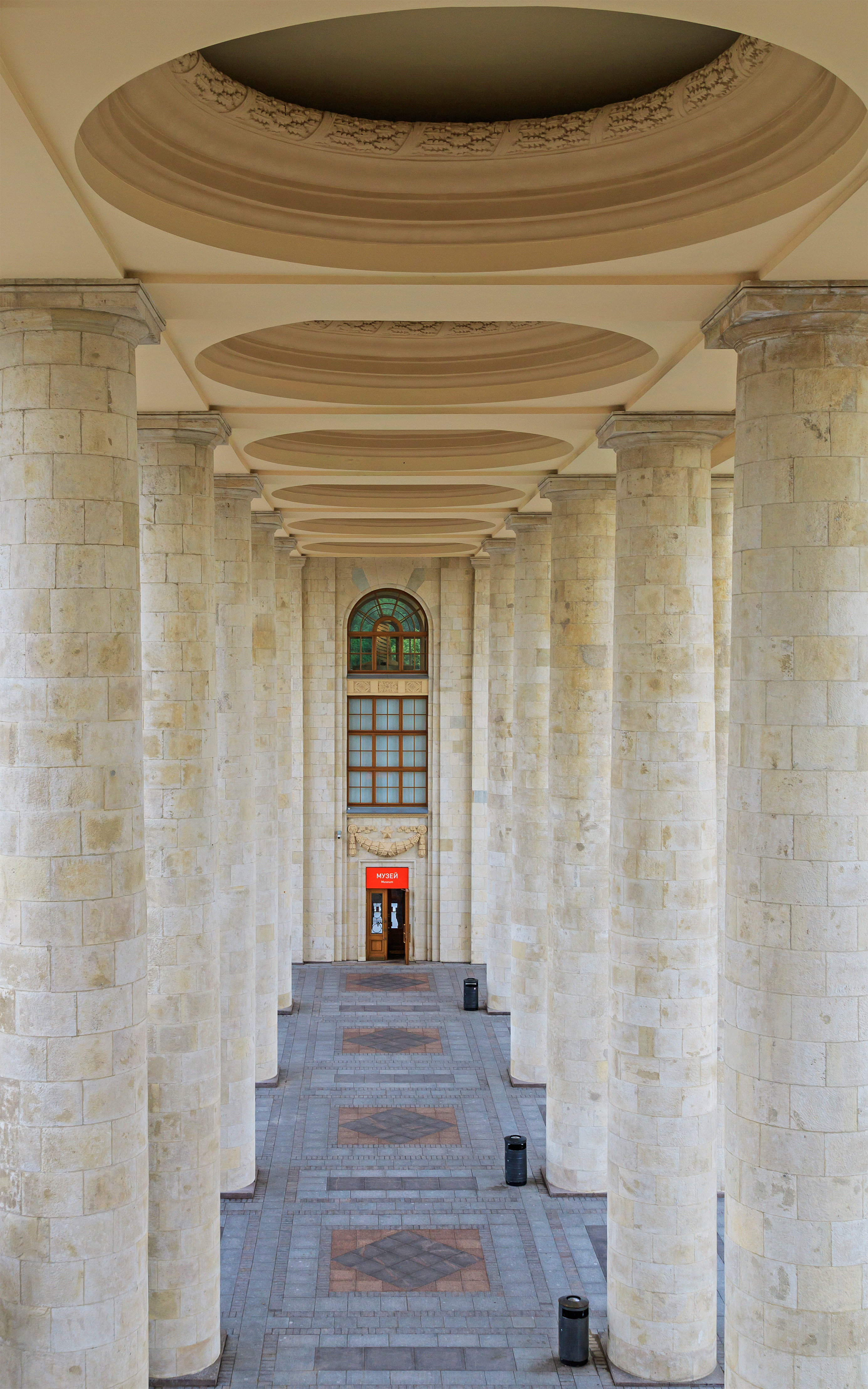
Колоннада центрального входа, 2016 год

Летом 2011 года, с назначением Сергея Капкова на должность директора, на территории ЦПКиО началась масштабная реконструкция, согласно генеральному плану, работы должны окончиться в 2018-м — к 90-летию парка. Стоимость реновации оценивалась в 2 млрд долларов. В течение того же 2011 года в парке демонтировали порядка 100 аттракционов и нелегальных объектов, проложили 2000 м² асфальта, высадили 1,9 га новых газонов и цветников.
В это же время снова открыли бесплатный вход, после чего посещаемость составила более 20 тысяч в будни и 100 тысяч в выходные и праздничные дни. Общество защиты прав потребителей «Общественный контроль» начало бороться за бесплатный вход в парк ещё летом 2010 года в Замоскворецком районном суде, который отказал в удовлетворении исковых требований; представители парка заявили о грядущих изменениях.
Зимой 2011 года в парке открылся каток площадью 15 000 м², ставший самым большим в Европе катком с искусственным льдом, который работает при температуре окружающей среды до +15 °С. По этой причите в сезоне 2012 года он работал до середины марта. В зимний период при катке действует школа фигурного катания Алексея Ягудина.
В мае 2011 года в Голицынский пруд было выпущено 400 кг рыбы — белый амур и толстолобик. Позже в пруд завезли пару черношейных лебедей. В июле открыли зону отдыха «Оливковый пляж» на 500 мест.
В ЦПКиО были организованы площадки для отдыха, занятия спортом, танцами и играми на свежем воздухе, всю территорию парка обеспечили Wi-fi покрытием, установили стойки для зарядки ноутбуков и телефонов. Продолжила преобразования Ольга Захарова, сменившая Капкова на посту директора парка в сентябре 2011-го.
2013—2015 годы
1 июля 2013 года правительство Москвы передало парку Горького природный заказник «Воробьёвы горы» с партерной частью комплекса МГУ и территорией Дворца Пионеров. На содержание и благоустройство этой зоны было выделено 500 млн рублей. Это решение, однако, раскритиковали жители города и некоторые представители власти. В июле 2013-го после ремонта открылся гайд-парк. В 2014 году отгородили смотровую площадку на Воробьёвых горах, запустили пилотный для России проект спортивно-игрового образовательного комплекса для пенсионеров, сделали капитальный ремонт объекта «Гардероб № 2» — в помещениях в настоящий момент находятся «Зелёная школа», «Клуб Ораторов». Тогда же отремонтировали культурный центр «Гараж», сделали зону отдыха у Пионерского пруда. Парковые ландшафтные работы включали реставрацию мозаичных вазонов на Фонтанной площади и установку декоративных вазонов по архивным материалам Власова, воссоздание скульптурной группы «Мальчики с рыбами» в Нескучном саду. Был отреставрирован и открыт розарий с фонтаном, началось благоустройство оранжерейного комплекса в Нескучном саду.
Весной 2015 года закончился капитальный ремонт комплекса ЦПКиО, стоимость работ с февраля 2014 года по май 2015-го оценивалась в 252 млн рублей. В левом пилоне арки центрального входа открыли первый музей истории парка Горького, в правом устроили лекторий и сувенирный магазин. На крыше оборудовали смотровую площадку.
В июне того же года по проекту голландского архитектора Рема Колхаса завершилась реконструкция Площади искусств — 6000 м², в центре которой находится «Гараж». За два месяца возвели бетонный подиум, вымостили площадь гранитом и брусчаткой, устроили зелёные насаждения. Стоимость работ составила 267 млн рублей из внебюджетных средств. Осенью отремонтировали Ленинскую площадь и восстановили исторические уличные фонари. В октябре в ЦПКиО был запущен экологический проект по раздельному сбору мусора.
2016—2018
Следующий этап реставрации парка Горького был назначен на 2016—2018 годы. На финансы парка планировалось восстановить часть усадьбы графа Орлова, провести благоустройство и озеленение Пушкинской набережной, а также отремонтировать Голицынский пруд. На эти же средства была открыта детская тематическая игровая площадка «Стройка». Другая — «Салют», площадь которой 2 га, была открыта в августе 2018-го на госсредства. Бюджетные деньги были направлены на реставрацию двух циркумференций (дугообрахных корпусов) по проекту Щуко и Спасова при главном входе, Летнего и Ванного домиков, а также звукового кинотеатра Дакоста 1933 года. Правительство Москвы выделило деньги на открытие первого семейного центра, реставрацию усадьбы «Александринский дворец с Нескучным и Голицынскими садами» и малой Померанцевой оранжереи. Планировалось открыть ландшафтный парк и другие территории для отдыха общей площадью 5,8 га. По словам нынешнего директора парка Марина Люльчук, которая занимает эту должность с октября 2016-го, в 2018—2019 годах начнётся ремонт здания администрации, которое входит в список объектов культурного наследия. 2 января 2019 года мэр Москвы Сергей Собянин поручил сменить директора парка после обрушения деревянного паркового моста с людьми в новогоднюю ночь, во время инцидента пострадало 13 человек.
К 2018 году планировалось возвести всесезонный спортивно-оздоровительный комплекс у Андреевского моста с летними площадками для пляжных видов спорта, тенниса и баскетбола, скейт-парком на крыше, беговым клубом, пунктом проката и занятиями по скандинавской ходьбе. В зимний период здесь будут действовать хоккейная площадка и танцевальный клуб. В июне 2018-го на территории парка открылся спортивный центр Nike и получил название Box MSK. Проект был создан конструкторским бюро «Стрелка» совместно с бюро «Космос».
По состоянию на 2018 год в парке действует 11 пунктов проката велосипедов, самокатов, коньков и лонгбордов. В летний период открыты столы для настольного тенниса, поле для мини-футбола на Воробьёвых горах. Для парка Горького разработан фирменный стиль, создана сеть питания, которая выпускает фирменное мороженое.

## Особенности парка

### Планировка

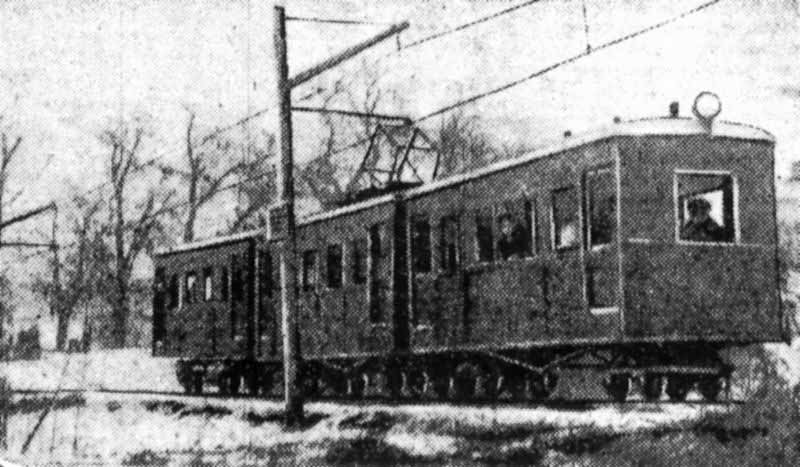
Электропоезд на детской железной дороге. Фото Д. Зиновьева, газета «Вечерняя Москва», 9 января 1933 года

До настоящего времени сохранилась планировка партерной части первого архитектора парка Константина Мельникова. В центре партера Мельников задумал фонтан, где «архитектура формировалась струями самой воды». Фонтан тогда не был установлен из-за критики со стороны конструктивистов. Однако в середине 1930-х годов на том же месте соорудили другой — по проекту Власова. В настоящее время эта чаша является центральной точкой парка Горького: от него отходят аллеи и дорожки и разворачивается рекреационная территория.
Планировка вокруг Голицынского пруда была оформлена в 1937—1938 годах по проекту архитектора Виталия Долганова; он же в соавторстве с К. И. Павловой разработал в 1954-м Генеральный план развития парка. А оформление отдельных его частей осуществил в 1944—1945 годах архитектор Исидор Француз.
В 1930-х годах центральный вход в парк находился на Крымском Валу. Современная арка главного входа возведена в 1955-м по проекту архитектора Георгия Щуко.

### Детская железная дорога
В 1932 году в Детском городке парка была открыта первая в СССР детская железная дорога, общая протяжённость которой составляла 528 метров, а на её концах располагались тупиковые станции. На основной станции было депо и электроподстанция. На линии курсировал трёхвагонный электропоезд, питавшийся от контактной сети. Средний вагон электропоезда был моторным, а оба головных — прицепными. Хотя автор состава неизвестен, существует версия, что его построили пионеры станции «Подлипки» Московского железнодорожного узла.
В 1936 году было решено продлить дорогу на 410 метров. Планировалось построить мост и новое депо, доставив три новых моторных вагона, паровоз и другие составы. Известно, что в 1939-м детской железной дороги в парке уже не было, а горожане интересовались проектом строительства большой детской железной дороги в Измайловском парке.

### Скульптурное оформление
Многие скульптуры парка Горького были выполнены в 1934—1936 годах и выдержаны, по мнению историка Катарины Кухер, в «героико-классическом стиле, подчинённом доктрине соцреализма». Главной и самой известной скульптурой парка часто называют «Девушку с веслом» работы Ивана Шадра. Изначальная скульптура, изготовленная в 1934—1935 годах, была нагой, что было неоднозначно воспринято обществом. Копию первой скульптуры Шадра установили в парке в 2011-м. В 1936 году автор изготовил второй вариант статуи в похожем виде, она украшала центральный фонтан до 1941-го, когда пострадала от бомб:
…фигура «Девушки с веслом» (скульптор Шадр), украшающая один из новых фонтанов парка, не создаёт цельного образа советской физкультурницы, не свободна от некоторых элементов эротики и страдает излишней стилизованностью.Из записок современника
Следующая вариация «Девушки с веслом» — в купальном костюме и без ярко выраженной эротики — была выполнена мастером Ромуальд Иодко. Именно эта фигура стала источником для тиражирования: её копии находились во многих советских парках и распространялась в виде статуэток. Изображения «Девушки с веслом» можно было найти на марках, открытках, картинах, сувенирной продукции.
Некоторые скульптуры, установленные в ЦПКиО, пропагандировали спорт и здоровый образ жизни, например «Прыжок в воду» Иодко, «Дискобол» Матвея Манизера и Дмитрия Шварца, группа «Две физкультурницы» Елены Янсон-Манизер, «Купающаяся» Алексея Зеленского. В других работах, как «За овладение техникой» Михаила Бабинского, отражены политические лозунги советской власти. Ряд скульптур посвящены теме тяги к знаниям и изображают советских детей и юношество: «Пионер со знаменем», «Пионерка с моделью аэроплана», «Всегда готов!» и другие. Темы счастливого советского детства, материнства и семейного благополучия, распространённые в период сталинизма, нашли отражение в работах «Играющие дети» Зинаиды Баженовой, «Дети» Алексея Измалкова, «Мать с ребёнком» Марка Эпштейна.
Накануне и во время войны скульптурное оформление парка было дополнено работами на тему обороны Родины. К ним относятся «Пионер с винтовкой», «Пионерка с противогазом» и «Пионерка с луком» А. П. Телятникова. Кроме этого, украшением Нескучного сада служили скульптуры животных, например «Лягушка» и «Овечка», и классические декоративные фигуры.
В 1974 году в парке установили две скульптуры авторства Гавриила Шульца: «Пловец» (1948) и «Зима» (1966). Вторая изготовлена в духе «пластической полифонии» из цикла «Времена года». Тогда же в парке открыли памятник молодому Максиму Горькому.

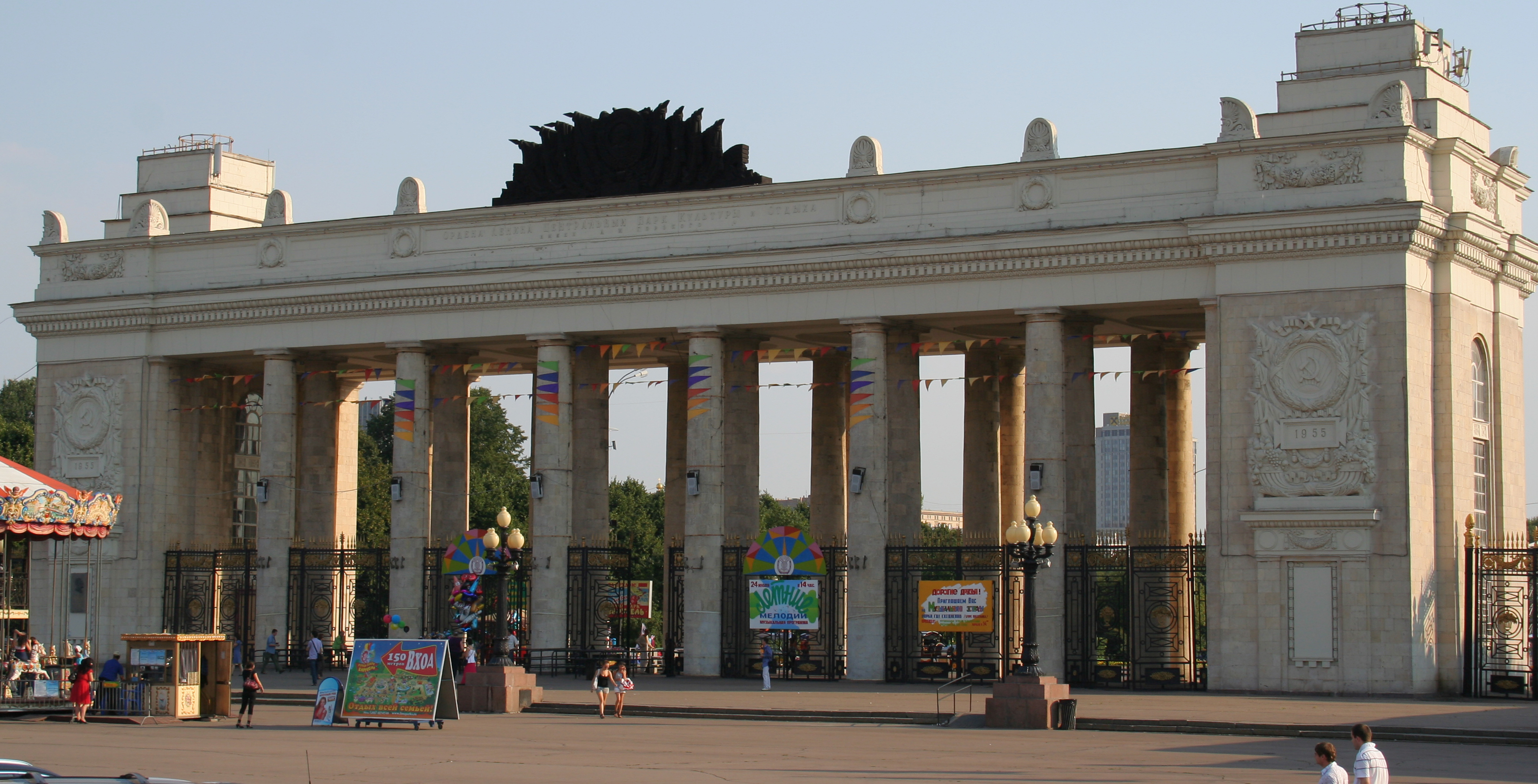
Главный вход, 2010 год
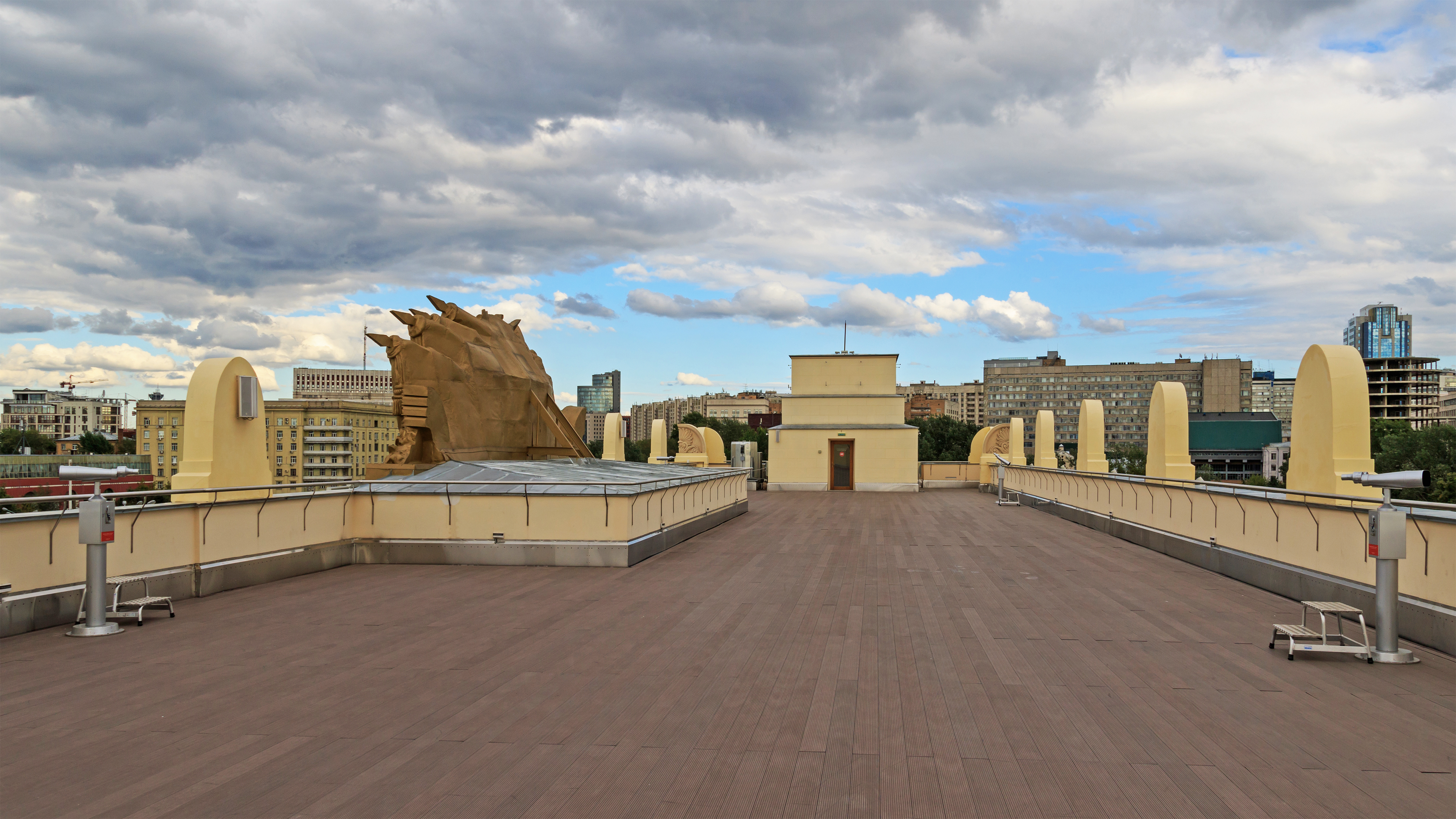
Смотровая площадка на колоннаде главного входа, 2016 год
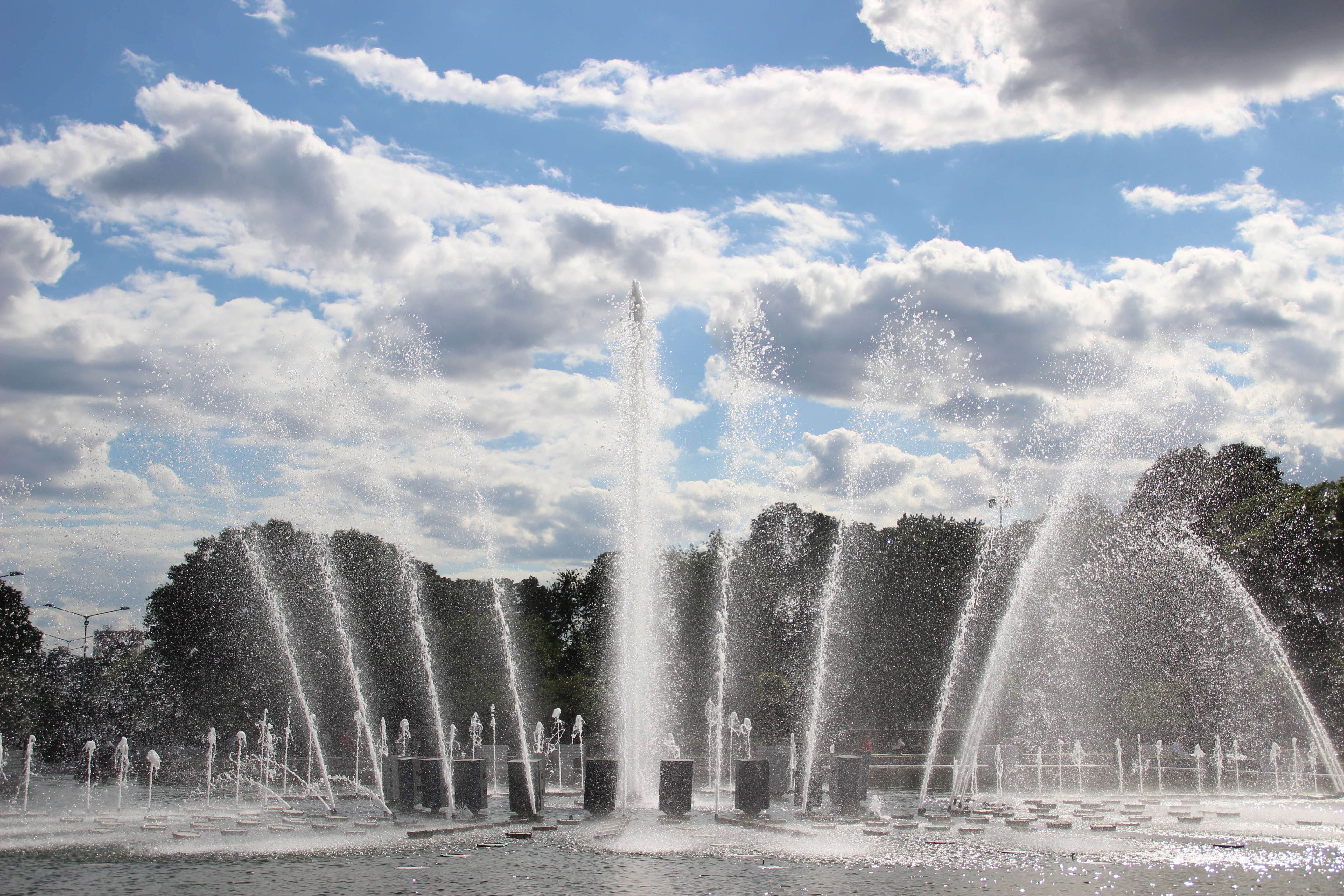
Фонтан в Парке Горького, 2015 год
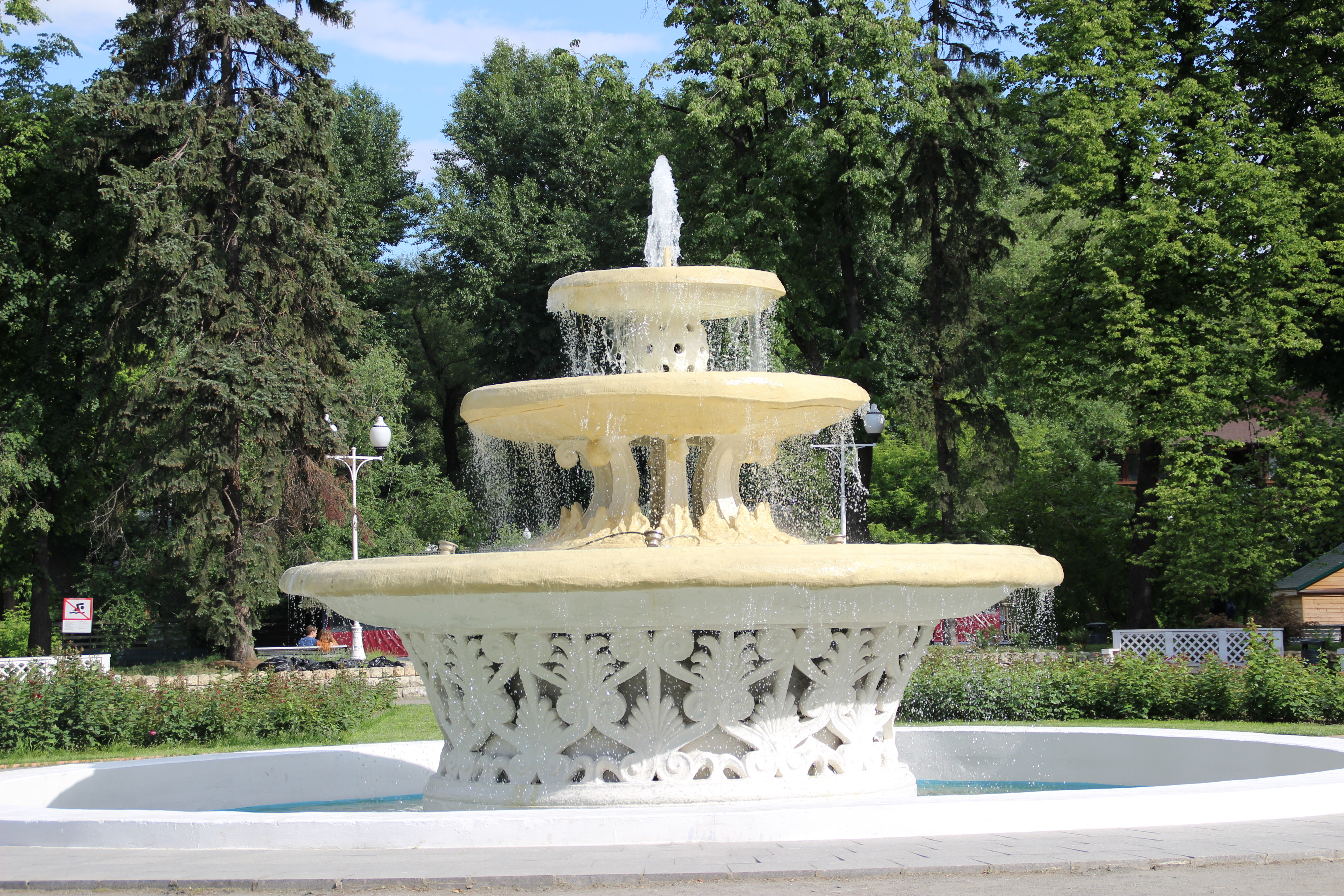
Фонтан в розарии, 2015 год
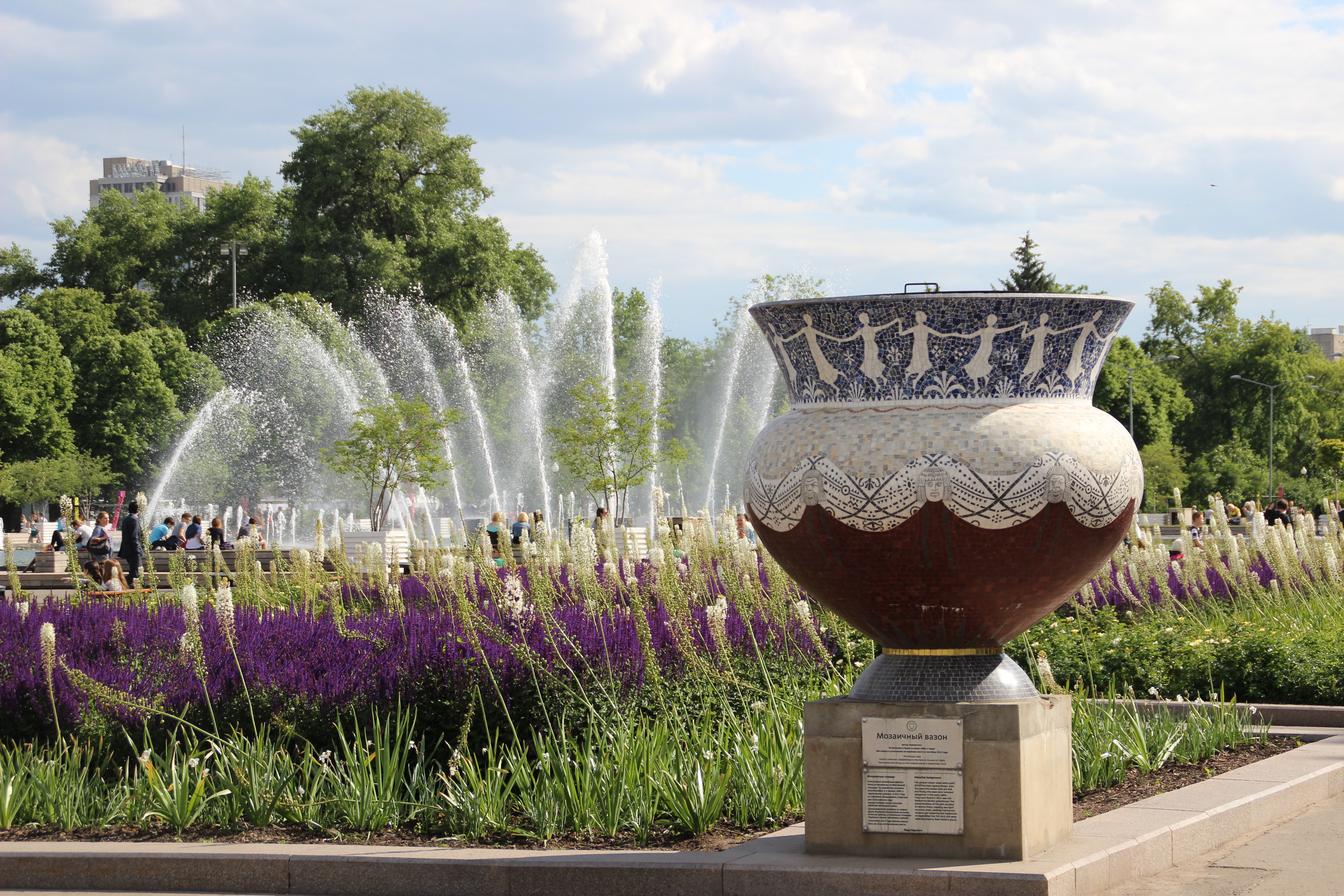
Восстановленный мозаичный вазон, 2015 год

## Мероприятия

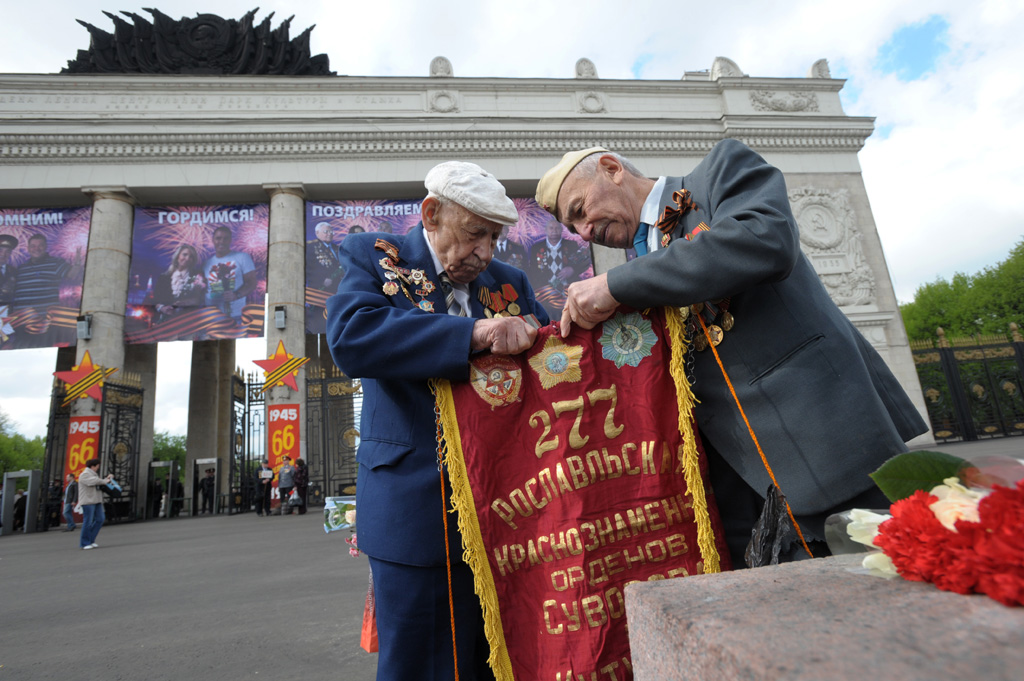
Празднование Дня Победы в парке Горького, 2011 год

Парк Горького — одна из основных площадок столицы для проведения таких важных городских и государственных праздников, как День победы, День города, День ВДВ, Новый год, Рождество и Масленица. Например, парк значительно подготовили к годовщине празднования 70-летия Победы.
ЦПКиО организует ряд собственных публичных мероприятий, развивающих творческий потенциал и принципы здорового образа жизни среди посетителей. Так, в программу «Зелёная неделя» входили йога, курс лекций о правильном питании, устраивался день экологии.
Парк Горького, несмотря на значительное количество коммерческих объектов, продолжает соответствовать уровню главного парка страны, поэтому на его территории ежемесячно проводятся десятки бесплатных мероприятий — это и экскурсии по территории парка, на которых можно узнать историю знаменитых скульптур, это и квесты для посетителей самых разных возрастов, а также скандинавская ходьба и множество бесплатных спортивных программ. Экскурсии и программы регулярно обновляются, поэтому актуальный список лучше всего искать на сайте парке.
Парк принимает крупные спортивные события: в 2014 году в специальном павильоне был выставлен Кубок мира FIFA, через два года к Чемпионату мира по хоккею в Москве в партерной части организовали фан-зону.
На площадках парка периодически проводятся концерты классической музыки, театральные и балетные постановки. В июне 2011 года в Парке впервые проводил праздник телеканала «Карусель». В мае 2013 года в рамках Международного дня парков в ЦПКиО прошёл концерт классической музыки «Игра в классику», собравший порядка 230 тысяч слушателей. В концерте участвовали солисты Национального филармонического оркестра России, Московской академической филармонии, ансамбля «Чистая Музыка», ведущие артисты Большого театра и Музыкального театра имени Константина Станиславского и Владимира Немировича-Данченко. Среди исполнителей были джазмен Вячеслав Горский и фортепианный джазовый дуэт совместно с Игорем Горским. В 2014 году на Музыкальной эстраде в парке Горького показали балет «Жизель» — совместный проект с Московским музыкальным театром имени Станиславского и Немировича-Данченко. На постановку пришло более 15 тысяч зрителей. В 2015-м на Фонтанной площади прошёл концерт «Симфоническое кино». Гитарист группы «Кино» Юрий Каспарян в сопровождении симфонического оркестра «Русская Филармония» исполнил песни Виктора Цоя.
Известные иностранные посетители парка Горького: мэр Белграда Синиша Мали, послы Германии, Франции, Великобритании, Австралии, Албании, США, Бельгии, Литвы, Нидерландов, Норвегии, Перу, Индонезии, Брунея, Панамы, Индии, Греции, Зимбабве, актёры Уилл Смит и Луи Гаррель, гонщик Льюис Хэмилтон, архитектор Рем Колхас и другие.
Юбилейные мероприятия
В августе 2018 года к 90-летию парка в музее «Гараж» открылась выставка «Парк Горького: Фабрика счастливых людей». Название — отсылка к фразе писателя Герберта Уэллса, который так отозвался о парке, посетив Москву в 1934 году. Также по случаю юбилея парка запланировано проведение тематического фестиваля «90 лет Парку Горького», которое продлится с 25 августа по 2 сентября.
В 2019 году в парке прошли такие массовые мероприятия как Фестиваль бургеров (570 тысяч человек) и Шашлык Live (305 тысяч человек)
В августе 2020 года на краудсорсинговой платформе «Город Идей» прошел онлайн проект «Парк Горького» приуроченный к 95-летию парка и посвящен его развитию. По итогам проекта было отобрано лучших 122 идей для реализации.

## Награды
- В 2011 и 2012 годах парк Горького был назван лучшим парком Москвы по версии интернет-издания The Village[108].
- В 2012 году каток парка Горького и коворкинг «Рабочая станция» названы лучшими среди новых мест Москвы по версии журнала «Афиша».
- Почётная грамота Московской городской думы (28 марта 2012 года) — за заслуги перед городским сообществом[109].
- Ежегодно с 2012 по 2014 год парк Горького признавался лучшим общественным пространством Москвы по версии «Афиши».
- В 2012 году парк выиграл премию «Путеводная звезда» в номинации «Объекты туристского показа», а также стал лидером в рейтинге парков культуры и отдыха Москвы по версии РИА Новости[110][111].
- В 2013 году парк Горького занял лидирующее м  есто среди летних парков культуры и отдыха в рейтинге РИА Новости[112]
- В 2014 году парк оказался на втором месте в России и шестом месте в мире по количеству геотегов в Instagram, обогнав Красную площадь и Лувр[113]. В 2015-м парк вошёл в топ-5 популярных геотегов в мире по версии Instagram[114].
- В 2014 году ЦПКиО занял второе место после Красной площади в рейтинге лучших мест Москвы для проведения Новогодней ночи, по мнению The Moscow Times[115].
- В 2015 году TimeOut назвал парк главным общественным пространством Москвы[116].
- В 2015 году сервис отзывов «Фламп» показал рейтинг парков столицы, где парк Горького был на первом месте[117].

## В культуре и искусстве
- Парк изображён на картине Василия Сварога «И. В. Сталин и члены Политбюро среди детей в Центральном парке культуры и отдыха имени М. Горького» 1939 года[118].
- В 1968 году около парка снимался эпизод фильма «Бриллиантовая рука», когда Горбунков потерял дар речи, встретившись на ступеньках туалета с человеком с медальоном в виде черепа на груди. В этой роли снялся журналист «Огонька» Леонид Плешаков[119].
- В 1972 году в парке аттракционов был снят эпизод фильма «Точка, точка, запятая» (реж. Александр Митта).
- В 1981 году американский писатель Мартин Круз Смит написал детективный роман «Парк Горького». Книга легла в основу одноимённого фильма, снятого через два года режиссёром Майклом Эптедом[120].
- В 1987 году в ЦПКиО был снят финальный эпизод фильма Сергея Соловьёва «Асса», где группа «Кино» исполняла песню «Хочу перемен». Для съёмок был организован бесплатный концерт в Зелёном театре парка[121].
- Парк упоминается в песне «Wind of Change» группы Scorpions, вышедшей в 1990 году: «I follow the Moskva/ Down to Gorky Park». Песня стала символом ожидания изменений после распада Советского Союза[122]. Идея ее написания пришла солисту группы Клаусу Майне 11 августа 1989 года, накануне концерта на стадионе «Лужники», когда он вместе с другими музыкантами совершал прогулку на теплоходе по Москва-реке, а затем заехал на барбекю в Hard Rock Cafe в Зеленом Театре парка. На деревьях были размещены громкоговорители, из них звучали выступления различных коллективов — местных и из США, Германии, Великобритании, вокруг были разные люди — иностранцы и советские солдаты и, по словам Майне, «всех объединял один язык — музыка». В этой атмосфере и родилась песня[123].
- Одна из пьес драматурга Вадима Леванова называется «Парк культуры имени Горького».

## Транспортная доступность
В пешеходной доступности от парка находятся станции метро «Парк Культуры» и «Октябрьская». От «Ленинского проспекта» можно пройти к Нескучному саду, а выход станции метро «Воробьёвы горы» располагается на одноимённой набережной. С 2013 года перед главным входом в ЦПКиО работает платная парковка для посетителей, въезд на которую осуществляется с внутренней стороны Садового кольца.